# Dermot McGlinchey
Dermot McGlinchey (ur. 9 maja 1973 w Irlandii Północnej) – północnoirlandzki snookerzysta.

## Kariera amatorska
W 1989 roku wygrał Mistrzostwa Irlandii Północnej do lat 16.

## Kariera zawodowa
Po raz pierwszy do grona profesjonalistów McGlinchey dostał się w roku 1991 (sezon 1991/1992) i utrzymywał się w końcówce stawki nieprzerwanie do 2007 roku (sezon 2006/2007).
Największym dotychczas osiągnięciem w karierze było dojście do półfinału snookerowych Mistrzostw Europy 2004.
Dermot McGlinchey do Main Touru powrócił w sezonie 2010/2011 dzięki zajęciu pierwszego miejsca w półcnocnoirlandzkim ranking amatorów na sezon 2009/2010, i został sklasyfikowany na 92. miejscu.

### Sezon 2010/2011
W kwalifikacjach do Shanghai Masters 2010 odpadł w pierwszej rundzie przegrywając z Liamem Highfieldem 3-5.

## Statystyka zwycięstw

### Amatorskie
- Northern Irish Under-16 Championship, 1989